# Haoliners Animation League
Haoliners Animation League (en chino simplificado, 绘梦者新动画联盟) es una compañía de animación china con sede en Shanghái y establecida en 2013. Su filial Animation Company Emon opera en Japón y Corea del Sur, y Haoliners también mantiene una rama de animación coreana..
El estudio es actualmente propiedad del servicio de transmisión chino Bilibili.

## Directores de animación
- Li Haoling
- Wang Xin
- Chen Ye
- Dong Yi

## Trabajos

### Series
| Año  | Título                                       | Episodios | Notas                                                              | Refs. |
| ---- | -------------------------------------------- | --------- | ------------------------------------------------------------------ | ----- |
| 2013 | Lu Shidai                                    | 13        | Adaptación de videojuego.                                          |       |
| 2013 | Man Tou Riji                                 | 10        | Adaptación del manhua.                                             |       |
| 2014 | Zhongguo Jingqi Xiansheng                    | 63        | Adaptación del manga. Coproducción junto a Pb Animation Co. Ltd.   |       |
| 2014 | Wangpai Yushi                                | 39        | Adaptación del manhua.                                             |       |
| 2014 | Duan Nao                                     | 16        | Adaptación del manhua.                                             |       |
| 2014 | Yaoguai Mingdan                              | 18        | Adaptación del manhua.                                             |       |
| 2015 | Wo Jiao Bai Xiaofei                          | 39        | Adaptación del manhua.                                             |       |
| 2015 | Huyao Xiao Hongniang                         | 13        | Adaptación del manhua.                                             |       |
| 2015 | Chu Feng: B.E.E                              | 6         | Adaptación del manhua.                                             |       |
| 2015 | Ling Yu                                      | 10        | Adaptación de la novela.                                           |       |
| 2015 | Shen Ming Zhi Zhou                           | 12        | Adaptación del manhua.                                             |       |
| 2016 | Huyao Xiao Hongniang: Wangquan Fugui         | 14        | Secuela de Huyao Xiao Hongniang.                                   |       |
| 2016 | Ling Yu 2nd Season                           | 10        | Secuela de Ling Yu.                                                |       |
| 2016 | Ling Qi                                      | 20        | Adaptación del manhua.                                             |       |
| 2016 | Huyao Xiao Hongniang: Yue Hong               | 13        | Secuela de Huyao Xiao Hongniang: Wangquan Fugui.                   |       |
| 2016 | Ling Yu: Di San Ji                           | 12        | Secuela de Ling Yu 2nd Season.                                     |       |
| 2016 | To Be Hero                                   | 12        | Historia original.                                                 |       |
| 2016 | Cheating Craft                               | 12        | Adaptación de la novela. Coproducción junto a Blade.               | [ 5 ] |
| 2016 | Junlin Chengxia                              | 13        | Adaptación del manhua.                                             |       |
| 2016 | Hitori no Shita: The Outcast                 | 12        | Adaptación del manhua. Coproducción junto a Namu Animation.        |       |
| 2016 | Huyao Xiao Hongniang: Beishan Yaodi          | 8         | Secuela de Huyao Xiao Hongniang: Yue Hong.                         |       |
| 2016 | Ling Yu 4th Season                           | 12        | Secuela de Ling Yu: Di San Ji.                                     |       |
| 2016 | Dongguo Xiaojie                              | 15        | Adaptación del manhua.                                             |       |
| 2017 | Huyao Xiao Hongniang: Qian Yan               | 15        | Secuela de Huyao Xiao Hongniang: Beishan Yaodi.                    |       |
| 2017 | Gin no Guardian                              | 12        | Adaptación del manhua.                                             |       |
| 2017 | Wangu Xian Qiong                             | 12        | Adaptación de la novela.                                           |       |
| 2017 | Centaur no Nayami                            | 12        | Adaptación del manhua.                                             |       |
| 2017 | Ling Yu 5th Season                           | 12        | Secuela de Ling Yu 4th Season.                                     |       |
| 2017 | Yaoguai Mingdan 2nd Season                   | 21        | Secuela de Yaoguai Mingdan.                                        |       |
| 2017 | Evil or Live                                 | 12        | Adaptación del manhua.                                             | [ 6 ] |
| 2017 | Hitori no Shita: The Outcast 2nd Season      | 24        | Secuela de Hitori no Shita: The Outcast.                           | [ 7 ] |
| 2017 | Huyao Xiao Hongniang: Nan Guo                | 26        | Secuela de Huyao Xiao Hongniang: Qian Yan.                         |       |
| 2018 | Gin no Guardian II                           | 6         | Secuela de Gin no Guardian. Coproducción junto a Blade y Emon.     |       |
| 2018 | Ling Qi 2                                    | 12        | Secuela de Ling Qi.                                                |       |
| 2018 | Tu Bian Ying Xiong Leaf                      | 12        | Historia original. Coproducción junto a Studio LAN.                |       |
| 2018 | Wo De Ni Tian Shen Qi                        | 16        | Adaptación del manhua. Coproducción junto a Pb Animation Co. Ltd.. |       |
| 2018 | Xiao Lu He Xiao Lan                          | 72        | Adaptación del manhua.                                             |       |
| 2018 | Tong Ling Fei                                | 16        | Adaptación del manhua.                                             |       |
| 2019 | Huyao Xiao Hongniang: Zhu Ye                 | 12        | Secuela de Huyao Xiao Hongniang: Nan Guo.                          |       |
| 2019 | Chuizhi Shijie                               | 12        | Historia original.                                                 |       |
| 2019 | Huyao Xiao Hongniang: Wei Sheng              | 10        | Secuela de Huyao Xiao Hongniang: Zhu Ye.                           |       |
| 2020 | Xian Wang de Richang Shenghuo                | 15        | Adaptación de la novela.                                           |       |
| 2020 | Shi Huang Zhi Shen                           | 13        | Adaptación del manhua.                                             |       |
| 2020 | Wo Kai Dongwuyuan Naxie Nian                 | 13        | Adaptación de la novela.                                           |       |
| 2020 | Da Wang Bu Gaoxing                           | 12        | Adaptación del manhua.                                             |       |
| 2020 | Bai Yao Pu                                   | 12        | Adaptación de la novela.                                           |       |
| 2020 | Huyao Xiao Hongniang: Jin Chenxi             | 10        | Secuela de Huyao Xiao Hongniang: Wei Sheng.                        |       |
| 2020 | Da Wang Bu Gaoxing 2                         | 12        | Secuela de Da Wang Bu Gaoxing.                                     |       |
| 2020 | Tian Guan Cifu                               | 11        | Adaptación de la novela.                                           |       |
| 2020 | Huyao Xiao Hongniang: Mu Tiancheng Ding Dang | 12        | Secuela de Huyao Xiao Hongniang: Jin Chenxi.                       |       |
| 2021 | Huyao Xiao Hongniang: Liang Shenghua         | 12        | Secuela de Huyao Xiao Hongniang: Mu Tiancheng Ding Dang.           |       |
| 2021 | Shiguang Daili Ren                           | 11        | Historia original.                                                 |       |
| 2021 | Bai Yao Pu 2nd Season                        | 12        | Secuela de Bai Yao Pu.                                             |       |
| 2021 | Xian Wang de Richang Shenghuo 2nd Season     | 12        | Secuela de Xian Wang de Richang Shenghuo.                          |       |
| 2022 | Bai Yao Pu 3rd Season                        | TBA       | Secuela de Bai Yao Pu 2nd Season.                                  |       |
| 2023 | Tian Guan Cifu Er                            |           | Secuela de Tian Guan Cifu.                                         |       |

### OVAs
| Año  | Título                             | Episodios | Notas                    |
| ---- | ---------------------------------- | --------- | ------------------------ |
| 2014 | Wangpai Yushi Di 0 Ji              | 1         | Adaptación del manhua.   |
| 2018 | Hitori no Shita: The Outcast Recap | 1         | Adaptación del manhua.   |
| 2021 | Tian Guan Ci Fu Special            | 1         | Adaptación de la novela. |

Películas
| Año  | Título      | Notas                                                     |
| ---- | ----------- | --------------------------------------------------------- |
| 2018 | Shikioriori | Historia original. Coproducción junto a CoMix Wave Films. |